# トガリアミガサタケ
トガリアミガサタケ（尖網笠茸、学名: Morchella conica）は、黒っぽい頭部をもつアミガサタケ属の中型から大型のキノコ。頭部の先端がやや尖った網目模様が和名の由来にもなっている食用キノコのひとつ。ただし、生食すると中毒を起こす。

## 分布
草地、公園、雑木林など身近なところに分布する。

## 形態
高さは8 - 20センチメートル (cm) になり、アミガサタケよりもやや大型。頭部と柄からなり、頭部は長さ4 - 8 cm、長円錐形から卵状円錐形で、縦長のドングリ形で頂部が尖ることが多く、柄にわずかに隔生する。
頭部の肋脈（網目の隆起した部分）は縦脈がよく発達し、横脈のほうが数が少なく発達がやや尖る。網目は長形で狭く、色は黒っぽい暗褐色。
柄はふつう3 - 5 cm、なかには8 - 15 cmになるものがあり、円筒形で白粉をつけ、粒状から平滑であり、類白色から淡黄白色。柄の根元が太っているのが特徴で、頭部・柄ともに縦に割るとなかが中空になっている。
胞子紋は帯黄色。
肉は薄く、弾力があり、表面色と同色。

## 生態
春に、人里近くのサクラやイチョウなど樹下、草地、庭、公園、雑木林、林道沿いの苔むした地上などに子実体を発生させる。腐生菌。適度な湿度と、落ち葉や土が厚く堆積した肥沃な土壌がある環境で見られる。

## 利用
食用になるキノコで、加熱すると弾力が増し、とても旨みがでる。フランス料理の食材として利用されている。湯がいて臭みをとってから、スープにしたり、バター炒め、クリーム系のパスタ、グラタンなどによく合い、野菜炒め、鉄板焼き、すき焼き、酢の物、けんちん汁、みそ汁、寄せ鍋の具などにもできる。
ただし、生食は厳禁で、加熱が不十分だと中毒を起こす。ジロミトリンという毒成分が含まれており、この毒は生体内で加水分解を受けて、肝臓に対して毒となる。ほかに、サポニン、カロテノイド、シス-3-アミノプロリンなどの化合物も含まれている。ジロミトリンは沸騰した湯で泡が消えるまで茹でることで99%以上抽出されるため、生食をしなければ問題ない。
その他の化合物としては、サポニン、カロテノイド、シス-3-アミノプロリンは含まれている。